# Nationaldivisioun
Nationaldivisioun, fransk: Division Nationale, tysk: Nationaldivision er den bedste fodboldrække i Luxembourg for herrer. Indtil 2011 var ligaen kendt som BGL Ligue, som var ligaens sponsorerede navn fra 2007 - 2011. Landets 14 bedste klubber spiller årligt om det Luxembourgske mesterskab. Turneringen arrangeres af Fédération Luxembourgoise de Football og har været afholdt siden år 1909. De mest succesfulde hold er Jeunesse Esch og Racing FC Union Luxembourg, der begge har vundet turneringen hele 28 gange.

## Klubber i Nationaldivisioun 2011/12
| Klub                       | By                | Placering 2010/11  |
| -------------------------- | ----------------- | ------------------ |
| CS Fola Esch               | Esch-sur-Alzette  | 2.                 |
| CS Grevenmacher            | Grevenmacher      | 6.                 |
| CS Petingen                | Petingen          | 7.                 |
| F91 Düdelingen             | Dudelange         | 1.                 |
| FC Déifferdeng 03          | Differdange       | 4.                 |
| FC Progrès Niederkorn      | Niederkorn        | 5.                 |
| FC RM Hamm Benfica         | Luxembourg (by)   | 9.                 |
| FC Swift Hesper            | Hesperange        | 10.                |
| Jeunesse Esch              | Esch-sur-Alzette  | 8.                 |
| Racing FC Union Lëtzebuerg | Luxembourg (by)   | 11.                |
| UN Käerjéng 97             | (Nieder-)Kerschen | 3.                 |
| Union 05 Kayl-Tétange      | Kayl              | Ehrenpromotion, 1. |
| US Rümelingen              | Rümelingen        | Ehrenpromotion, 2. |
| US Hostert                 | Hostert           | Ehrenpromotion, 3. |

## Historie
Nedenstående er en liste over samtlige vindere af den luxembourgske liga gennem tiden:
| Jeunesse Esch                      | 28 | 1921, 1937, 1951, 1954, 1958, 1959, 1960, 1963, 1967, 1968, 1970, 1973, 1974, 1975, 1976, 1977, 1980, 1983, 1985, 1987, 1988, 1995, 1996, 1997, 1998, 1999, 2004, 2010 |
| Racing FC Union Luxembourg         | 28 | |
| deraf som Racing Luxembourg        | 1  | 1910 |
| deraf som Sporting Club Luxembourg | 2  | 1911, 1919 |
| deraf som US Hollerich/Bonneweg    | 5  | 1912, 1914, 1915, 1916, 1917 |
| deraf som Spora Luxembourg         | 11 | 1925, 1928, 1929, 1934, 1935, 1936, 1938, 1949, 1956, 1961, 1989 |
| deraf som Union Luxembourg         | 6  | 1927, 1962, 1971, 1990, 1991, 1992 |
| deraf som FC Aris Bonneweg         | 3  | 1964, 1966, 1972 |
| F91 Dudelange                      | 19 | 2000, 2001, 2002, 2005, 2006, 2007, 2008, 2009, 2011 |
| deraf som Stade Dudelange          | 10 | 1939, 1940, 1945, 1946, 1947, 1948, 1950, 1955, 1957, 1965 |
| FC Differdange 03                  | 6  | |
| deraf som Red Boys Differdingen    | 6  | 1923, 1926, 1931, 1932, 1933, 1979 |
| Avenir Beggen                      | 6  | 1969, 1982, 1984, 1986, 1993, 1994 |
| Fola Esch                          | 5  | 1918, 1920, 1922, 1924, 1930 |
| FC Progrès Niedercorn              | 3  | 1953, 1978, 1981 |
| CS Grevenmacher                    | 1  | 2003 |
| FC Schifflange 95                  | 1  | |
| deraf som The National Schifflange | 1  | 1952 |